# 아트 스타 코리아
《아트 스타 코리아》(Art Star Korea, 약칭 '아스코’)는 현대예술을 소재로 한 오디션 리얼리티 프로그램이다. <슈퍼스타K>를 만들었던 CJ E&M이 제작했고, 2014년 3월 30일 스토리온에서 첫방송되었다.

## 개요
홈페이지에서는 '기존의 틀을 깨고 새로운 가치를 만들어 내는 아트스타! 이에 겁 없는 예술가 15인이 과감하게 도전장을 던졌다. 상상조차 하지 못했던 인생 단 한 번의 기회! 그리고 그들의 자존심을 건 치열한 아트 서바이벌! 과연 현대 예술계에 센세이션을 일으킬 단 한 명의 아트스타는 누가 될 것인가.'라고 프로그램을 소개하고 있다.
《아트 스타 코리아》같은 아트 서바이벌 프로그램은 미국과 영국에서 이미 방영된 적 있는 포맷이다. 미국에서는 《아트스타》, 《워크 오브 아트》가 방영된 적이 있고, 영국에서도 광고재벌 찰스 사치의 이름을 내건 《스쿨 오브 사치》가 BBC에서 방영된 바 있다.

## 특징
예술 서바이벌 프로그램답게 전시회와 레지던시 기회를 우승 혜택으로 내걸고 있다.
2014년 3월 15일부터 4월 5일까지 신사동 가로수길에 있는 갤러리 <Fifty Fifty>에서 프리뷰전시를 가졌다.
2014년 5월 30일 최종 후보 3인의 경쟁전이 개최될 예정이었으나, 세월호 침몰 사고로 한주가 결방되면서 6월 10일로 연기되었다. 서울시립미술관 서소문 본관 3층에서 <은밀하게 위대하게>란 전시 제목으로 경쟁전이 개최된다. 구혜영, 신제현, 유병서가 최종전에 진출하였으며, 8월 3일까지 서울시립미술관에서 작품이 전시되었다.
서울옥션 강남점에서 아트스타코리아 출연자들의 작품을 경매하는 행사를 가졌다. 출연자들이 아트스타코리아 미션에서 제작한 작품과 출연자들이 이전에 제작한 작품을 경매한 행사였다. 경매는 현장경매와 온라인 경매로 나눠서 진행되었다. 경매 결과 나온 낙찰금은 예술가 후원과 아이들의 미술교육에 기부하기로 하였다.
- 경매 장소: 서울옥션 강남점(서울 강남구 도산대로 317 호림아트센터 1층)
- 프리뷰 전시: 6월 24일 화요일 - 6월 26일 목요일
- 현장 경매: 6월 27일 금요일 오후 5시
- 온라인 경매: 6월 21일 토요일 - 6월 26일 목요일

최종 우승자에게는 창작지원금 1억원과 가나컨템포러리 개인전, 장흥아뜰리에 2년 입주, 해외 레지던시 연수 기회가 제공됐다. 가나컨템포러리와 장흥아뜰리에는 가나아트센터가 운영하는 공간으로 서울시립미술관과 함께 이번 프로그램의 협력 단체로 참여했다.

## 출연자

### 심사위원
심사위원은 다음과 같다.
유진상전시기획자, 계원예술대학교 융합예술과 교수로 재직중.
- 경력
  - 2013 예술경영지원센터 이사
  - 2013 한국국제아트페어(KIAF) 운영위원
  - 2013 동아미술제 운영위원, 화랑협회 자문위원
  - 2013 국제갤러리 사외이사
  - 2013 대구 미디어아트 페스티벌 「우주보다 더 좋은 Better than Universe」전시감독
  - 2013 KIAF Art Flash「내가 백남준에 대해 알고 있는 두, 세 가지 것들」전시감독
  - 2012 제 7회 서울 국제 미디어아트 비엔날레 총감독
  - 2010 국립현대미술관 소장품전 「추상하라! Abstract it!」
  - 2008 제 1회 아시아프(ASYAAF) 총감독
- 역서: 질 들뢰즈, '영화1: 운동-이미지'

홍경한미술평론가, 경향 아티클 편집장
- 경력
  - 現 국립현대미술관 발전정책자문위원
  - 現 경향신문에 칼럼 ‘홍경한의 한국 현대미술 명장면’ 연재
  - 現 KT&G 상상마당 아트크리틱 강사
  - 2014 인천아트플랫폼 레지던시 공모 심사위원
  - 2013 네이버문화재단 「헬로! 아티스트」작가선정위원
  - 2013 KBS TV미술관 강사
  - 2013 서울문화재단 정기지원사업공모 심의위원
  - 2013 문화체육관광부 온라인미술관 구축사업 자문위원
  - 2012 서울시 미술관 승급 심의위원
  - 2012 두산그룹 두산연강예술상 심사위원
  - 2012 경기창작센터 레지던시 공모 심사위원
  - 2012 문화체육관광부 마을미술프로젝트 심의위원
- 저서 '고함', '기전미술'
- 홍경한 페이스북

우정아미술사학자, 포항공과대학교 인문사회학부 조교수
- 경력
  - 2007~2011 카이스트 인문사회과학과 초빙교수
  - 2006 미국 UCLA 미술사학 박사 (서양근현대미술사 전공)
  - 1999 서울대학교 고고미술사학과 및 동대학원 졸업
  - 現 조선일보에 칼럼 '우정아의 아트스토리' 연재
  - Artforum International 한국전시리뷰어
  - Art Journal, Oxford Art Journal 등에 논문 게재

저서 '명작, 역사를 만나다'

### 멘토[8]
김선정전시기획자이다.
현재 국립 아시아 문화 전당 아시아 문화 정보원 예술감독을 맡고 있다.
- 경력
  - 2012 광주비엔날레 예술총감독
  - 2010 제 6회 서울 국제 미디어아트 비엔날레 총감독
  - 2006 테이트미술관 아시아 퍼시픽 콜렉션 자문위원
  - 2005 베니스비엔날레 한국관 커미셔너
  - 2005 한국예술종합학교 미술원 교수
  - 2004 아트선재센터 부관장

반이정미술평론가이다.
- 경력
  - 2014년 '9809 레슨'(송은아트스페이스) 공개 강좌 진행
  - 2013년 저서 '사물 판독기' 출간
  - 2005년-현재. 중앙미술대전, 동아미술제, 송은미술상, 에르메스미술상 등에 추천 및 심사위원
  - 2003년-현재. 중앙일보, 시사 IN, 씨네 21, 한겨레21, 경향신문 등에 칼럼 연재

dogstylist.com 운영
반이정 트위터

### 진행[9]
정려원배우, 2013 서울시립미술관 후원회 홍보대사
- 경력

드라마: 메디컬 탑팀, 드라마의 제왕, 샐러리맨초한지, 내 이름은 김삼순 등
영화: 네버엔딩 스토리, 통증, 김씨표류기 등
저서: 정려원의 스케치북
송경아모델, 미술 작가, 웹툰 작가로 활동 중
- 경력
  - 2013 예술나무 운동 홍보대사
  - 2013 청주 국제 공예 비엔날레 작품 출품
  - 2013「피카소에서 제프쿤스까지」 주얼리 아트콜라보 전시
  - 2012 아트 아시아 작품 출품

패션쇼: 크리스챤 디올, 조르지오 아르마니, 리바이스, 디젤과 협업
방송: 팔로우 미, 히어로는 슈트를 입는다, 생활의 발견 오감도 등
저서: TOP MODEL, 키스미 트래블, 패션모델 송경아, 뉴욕을 훔치다

### 시즌 1 참가자
- 구혜영: 설치, 퍼포먼스 작업을 하는 작가이다.

런던 골드스미스 대학원에서 순수미술을 전공했다.
예술을 소비되는 것, 죽음, 인생무상으로 보는 예술관을 가지고 있다.
노래, 악기연주, 춤, 연기에 탁월한 실력을 보유하고 있다고 한다.
- 김동형: 회화, 설치 작업을 하는 작가이다

작가 어시스턴트로 일하였다.
테이프를 주재료로 사용한다.
종이학을 주테마로 삼는다.
예술가는 순수함을 잃지 말아야 한다고 생각한다고 한다.
- 료니: 회화, 조소, 설치 작업을 하는 작가이다.

뉴욕시 예술대학(The Art Institute of New York City)을 자퇴했다.
대만계 혼혈로 사춘기 시절 국적과 관련된 정체성 혼란을 겪었다고 한다.
- 림수미: 조소, 설치 작업을 하는 작가이다.

현재는 시카고 미술 대학원을 휴학중이라고 한다.
- 서우탁: 회화, 조소, 설치 작업을 하는 작가이다.

계원예술대학교 졸업
JYP 비주얼 디렉터 일을 하였다.
철저하게 계획된 작업을 하는 완벽주의자라고 한다.
- 송지은: 미디어아트, 설치 작업을 하는 작가이다.

계원예술대학교에 최우수로 입학해 전과 수석 졸업했다고 한다.
프랑스 유학원 홍대 아뜰리에뷰 강사 및 DJ로 일하였다.
예술은 주변의 모든것을 느끼고, 생각한 것을 시각화하는 것이라 보는 예술관을 가지고 있다.
- 신제현: 설치, 미디어아트 작업을 하는 작가이다.

성균관대 미술 대학원을 졸업했다.
야생지역 대마초를 맵핑해 찾아가는 작업, 정액으로 비누를 만들어서 판매한 작업 등 문제적인 작업을 했다고 한다.
- 유병서: 설치, 퍼포먼스 작업을 하는 작가이다.

한국예술종합학교 영상이론을 전공했다.
전단지, 낙서, 손톱깎이 등 독특한 아이템을 수집하는 수집광이라고 한다.
실험정신을 가지는 것이 예술에서 가장 중요한 것이라고 본다.
- 윤세화: 조소 작업을 하는 작가이다.

홍익대학교, 한국예술종합학교 출신이다.
빛과 그림자, 천문학과 물리학에 관심이 많다고 한다.
일상 속에서 아이디어를 수집해 즉흥적으로 작업하는 방식을 즐긴다고 한다고 한다.
- 이국현: 회화 작업을 하는 작가이다.

중앙대학교 대학원에서 서양화를 전공했다.
- 이베르: 회화, 설치 작업을 하는 작가이다.

시각예술가, 음악디렉터, 패션디렉터, 아트디렉터로 활동했다.
아이들을 주 테마로 작업한다고 한다. 방치되고 버려진 감성에 연민을 가지고 작업한다고 한다.
- 이현준: 조소, 설치 작업을 하는 작가이다.

첼시 예술대학교 대학원 석사 과정을 마쳤다.
김중만, 노홍철, 이효리가 이현준의 작품을 소장하고 있다고 한다.
시대를 반영하는 사회, 문화적 이슈에 관심을 가지고 있다고 한다.
- 차지량: 미디어, 영상, 퍼포먼스 작업을 하는 작가이다.

'동시대 시스템의 고립을 겨냥하는 개인'에 초점을 맞춘 예술 작업을 해왔다.
뉴홈(2012), 일시적 기업(2011), 세대독립클럽(2010) 이동을 위한 회화(2008)등의 프로젝트를 기획했다.
개인전과 단체전, 미디어아트, 실험예술, 영화제 등에서 수상 및 참여하였다.
- 최혜경: 회화, 설치 작업을 하는 작가이다.

시카고 예술대학(The school of the Art Institute of Chicago) 학사후 과정(Post-baccalaureate) 졸업.
예술석사학위(Master of Fine Art) 휴학 중. (확인 필요)
본인의 가장 고통스럽고 힘든 부분을 소재로 작업한다고 한다.
국내에서 일러스트레이터로 활동하였다.
- 홍성용: 회화, 미디어, 설치 작업을 하는 작가이다.

서울대학교 대학원 박사 과정에 있다.
현직 대학 강사이다.
옻칠기법을 사용하여 작업한다고 한다.

## 각 에피소드별 미션
- 에피소드 1: 예술에 대한 고정관념을 깨라! (3월 30일)

초청 심사위원: 권오상(예술가)
우승: 김동형
탈락: 이국현
- 에피소드 2: 당신에게 예술은 무엇인가? (4월 6일)

초청 심사위원: 임수정(배우)
우승: 홍성용
탈락: 송지은
- 에피소드 3: 금기를 소재로 작품을 만들어라 (4월 13일)

초청 심사위원: 강홍구(예술가)
우승: 김동형
탈락: 림수미, 이베르
- 에피소드 4: 실용성과 아름다움을 주제로 작품을 제작하라 (4월 27일)[11]

초청 심사위원: 조윤행(토탈코스메틱 브랜드 상무)
우승: 신제현
탈락: 차지량
- 에피소드 5: 철원 DMZ 지역에 설치할 공공예술 작품을 만들어라 (5월 4일)

초청 심사위원: 공성훈(예술가)
우승: 홍성용 팀(홍성용, 신제현, 이현준, 료니, 서우탁)
탈락: 없음
- 에피소드 6: 가치가 낮은 소재를 활용해 예술 작품을 제작하라 (5월 11일)

초청 심사위원: 현태준(예술가)
우승: 홍성용 팀(홍성용, 신제현, 이현준, 료니, 서우탁)
탈락: 윤세화, 최혜경
- 에피소드 7: 컬쳐 스토어의 스폐셜존을 예술작품으로 만들어라 (5월 18일)[14]

초청 심사위원: 에이드리안 마젤리스트(MCM 크리에이티브 디렉터)
우승: 이현준
탈락: 서우탁
- 에피소드 8: 대중문화 아이콘으로부터 영감을 받아 작품을 제작하라 (5월 25일)

초청 심사위원: 없음
우승: 유병서
탈락: 김동형
- 에피소드 9: BMW2시리즈 의 매력에 영감을 받아 작품으로 표현하라 (6월 1일)

초청 심사위원: 강원규(BMW 디자이너)
우승: 유병서
탈락: 료니
- 에피소드 10: 현대 미술계를 비판하는 작품을 하라 (6월 8일)

초청 심사위원: 없음
우승: 신제현
탈락: 이현준, 홍성용
- 에피소드 11: 도전자 15인의 스페셜 토크 (6월 15일)

초청 심사위원: 없음
우승: 없음
탈락: 없음
- 에피소드 12: 최종 : 우승자 발표 (6월 22일)

초청 심사위원: 김홍희(서울시립미술관장)
최종 우승: 신제현

## 최종 결과
| 순위  | 이름   | 학력                     | 소속                             |
| ----- | ------ | ------------------------ | -------------------------------- |
| 1위   | 신제현 |                          |                                  |
| Top3  | 구혜영 | 골드스미스대학원         |                                  |
| Top3  | 유병서 | 한국예술종합학교         |                                  |
| Top5  | 이현준 | 첼시예술대대학원, 중앙대 | 파운데이션레코드                 |
| Top5  | 홍성용 | 서울대                   |                                  |
| 6위   | 료니   | 뉴욕시예술대학           |                                  |
| 7위   | 김동형 | 홍익대, 단국대천안       |                                  |
| 8위   | 서우탁 | 계원예술대               | 前JYP                            |
| Top10 | 윤세화 | 홍익대, 한국예술종합학교 |                                  |
| Top10 | 최혜경 | 시카고예술대학           |                                  |
| 11위  | 차지량 |                          | 고양창작스튜디오, 인천아트플랫폼 |
| Top13 | 수미   | 시카고미술대학원, 목원대 |                                  |
| Top13 | 이베르 |                          |                                  |
| 14위  | 송지은 | 계원예술대               | 前프랑스유학원                   |
| 15위  | 이국현 | 중앙대                   |                                  |

## 같이 보기
- 현대예술
- 도전! 수퍼모델 코리아